# Martin von Schwartner

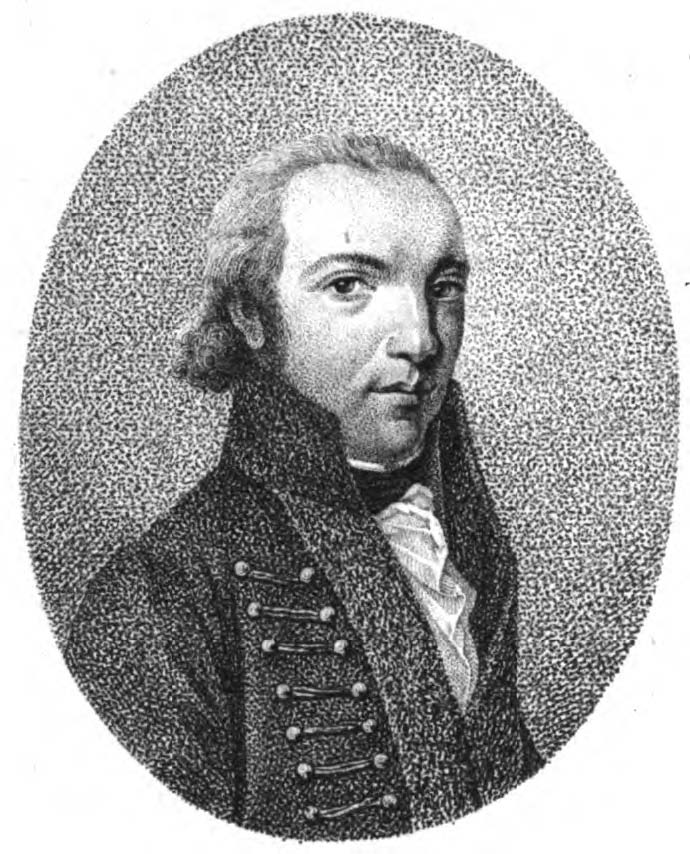
Martin von Schwartner
(Kupferstich von 1807)

Martin von Schwartner, ungarisch Márton Schwartner, (* 1. März 1759 in Käsmark; † 15. August 1823 in Óbuda, Ungarn) war ein österreichischer Historiker und Statistiker im Kronland Königreich Ungarn von Kaisertum Österreich.

## Leben
Martin Schwartner, der Sohn eines Kaufmannes, absolvierte das Gymnasium in Käsmark, Preßburg und Ödenburg. Ursprünglich wollte er weiter Theologie studieren, nahm aber dann das Studium an der Universität Göttingen in den Fächern Geschichte, Diplomatik und Statistik, wo er bei Gottfried Achenwall studierte, auf. Auch das Philosophiedoktorat hatte er, wobei allerdings das Studium und die Promotion nicht nachweisbar sind. 
In den Jahren 1781 bis 1784 war er als Erzieher in einer ungarischen Adelsfamilie tätig. Von 1784 bis 1786 war er als Konrektor am Käsmarker evangelischen Lyzeum und wechselte dann nach Ödenburg, wo er bis 1788 als Professor am dortigen Gymnasium arbeitete.
Als er 1788 nach Pest an die Pester Universität, heute Loránd-Eötvös-Universität kam, bekam er nicht nur das Ordinariat für Diplomatik und Heraldik, sondern wurde auch Direktor der Universitätsbibliothek. Im Jahr 1790 verfasste er das erste ungarische Lehrbuch für Diplomatik mit dem Titel Introductio in artem diplomaticam praecipue Hungaricam und wurde damit auch Begründer dieses Faches. Auch mit Genealogie beschäftigte sich Schwartner und veröffentlichte die Studie De gente Croviaca Hungariae regum stirpis Arpadianae haereditario successionis iuri non adversa. Diese Studie beschäftigt sich mit dem Aussterben der Árpáden und den Nachfolgerechten der von Croy.
Später widmete er sich auch der Statistik und beschreibt erstmals in der Statistik des Königreichs Ungern, einem Lehrbuch, die demographischen und wirtschaftlichen Daten Ungarns. Mit Hilfe dieser, ursprünglich in Deutschland entwickelten, Statistik konnte er die Politik und die Diplomatik miteinander zahlenmäßig verbinden. Der Großteil des Buches beschäftigt sich daher auch mit Staats- und Verfassungsrecht. Auch Elemente der politischen Arithmetik brachte er mit ein. Man kann ihn aus diesem Grund als Vorläufer der wissenschaftlichen Statistik in Ungarn bezeichnen.
Im Jahr 1801 wurde er nobilitiert. Von ihm existiert auch eine reichhaltige Sammlung aus dem Jahr 1815, in der das Schultheißwesen in Ungarn erfasst wurde. (De scultetiis per Hungaricam quondam obviis).
Trotz Fähigkeiten und Fürsprachen konnte er nie einen Lehrstuhl für Statistik an der Universität erreichen.
Schwartner blieb ohne Nachkommen.